# Tatort: Der dunkle Fleck
Der dunkle Fleck ist ein Fernsehfilm aus der Fernseh-Kriminalreihe Tatort der ARD und des ORF. Der Film wurde vom WDR produziert und am 20. Oktober 2002 zum ersten Mal ausgestrahlt. Er ist die 511. Folge der Tatort-Reihe und der erste Fall mit Axel Prahl und Jan Josef Liefers als Münsteraner Ermittler Thiel und Boerne.

## Handlung
Kriminalhauptkommissar Frank Thiel ist neu bei der Kripo in Münster. Familiäre Gründe haben ihn dazu bewogen, sich aus Hamburg versetzen zu lassen. Auf dem Weg zu seiner neu angemieteten Wohnung trifft er auf Jennifer Müller, die über den Balkon in die Wohnung ihrer verschwundenen Mutter Helga Müller einsteigt. Als Thiel sich in die Tiefgarage begibt, entdeckt er dort Blut, das er zur Analyse ins Labor gibt. Alles deutet auf ein Gewaltverbrechen hin, sodass er Helga Müller zur Fahndung ausschreiben lässt. Beim Einzug in seine Wohnung lernt Thiel den stellvertretenden Leiter der Forensik kennen, Prof. Karl-Friedrich Boerne, der zugleich sein Vermieter und Nachbar ist. Aufgrund geistig-kultureller Gegensätze beider kommt es zwischen ihnen immer wieder zu kleineren Reibereien. Noch bevor Thiel seine Sachen in der neuen Wohnung richtig hat auspacken können, ereilt ihn die Nachricht von einem Leichenfund. Es handelt sich um eine Moorleiche, die von Boerne und seiner Assistentin, der kleinwüchsigen Silke Haller, genannt „Alberich“, untersucht wird. Es stellt sich heraus, dass es sich bei der Moorleiche um die seit 20 Jahren verschollene Tochter von Hermann und Annette Alsfeld handelt, die damals aus ihrem Internat in der Schweiz verschwunden ist.
Einige Tage später wird die Leiche von Helga Müller im Kofferraum ihres Wagens gefunden. Bei den Ermittlungen ergeben sich Verknüpfungen des Falls Helga Müller mit dem Fall Alsfeld. So findet Thiel heraus, dass die ermordete Helga Müller einst als Kindermädchen für die begüterten Alsfelds gearbeitet hat. Ihr Mörder ist ein ehemaliger britischer Soldat, der bisher nur als Kleinkrimineller bekannt war. Er wurde von Annette Alsfeld angeheuert, um zu verhindern, dass Helga Müller offenbart, dass Hermann mit seiner im Moor zu Tode gekommenen Tochter Stephanie eine Tochter gezeugt hatte. Dieses Kind hatte Helga Müller als ihr eigenes aufgezogen und Jennifer genannt. Zwei Jahre vor den Ermittlungen war Jennifer zufällig auf Hermann Alsfeld getroffen und hatte eine Beziehung mit dem wesentlich älteren, aber auf sie sehr anziehend wirkenden Mann begonnen (obwohl der wusste, dass er ihr biologischer Vater war). Als Helga Müller dies bemerkte, bestand sie darauf, dass Jennifer sich von ihm trennt, doch die lehnte das ab. So sah sie nur noch die Chance, ihrem Kind die ganze Wahrheit zu sagen, falls Alsfeld die Beziehung nicht von sich aus beendet. Um zu verhindern, dass unweigerlich die Inzest-Verbindung hätte öffentlich werden können, wurde der Auftragsmord von Frau Alsfeld inszeniert. Als Thiel und Boerne Frau Alsfeld auf der Totenfeier für Stefanie Alsfeld verhaften, bleibt ihr Mann Hermann allein zurück. Als die drei gerade das Haus verlassen haben, fällt drinnen ein Schuss.

## Drehorte

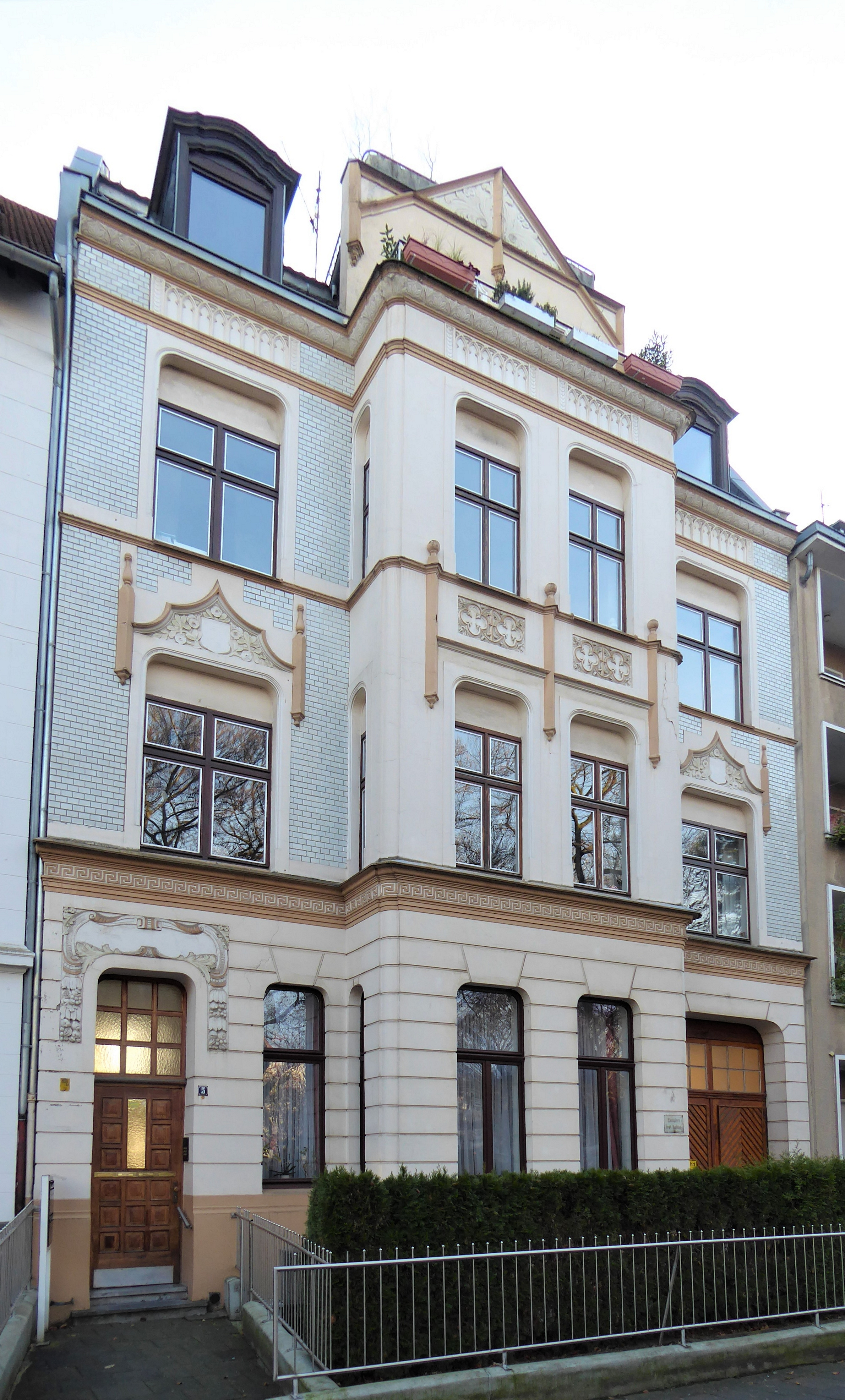
Ein Haus am Leipziger Platz in Köln diente in der ersten Folge als Kulisse für das gemeinsame Münsteraner Wohnhaus von Thiel und Boerne

Der erste Münsteraner Tatort entstand überwiegend im Zentrum Münsters. Die Szenen, in denen die Moorleiche entdeckt wird, entstanden am Venner Moor bei Senden, ca. 15 km südwestlich von Münster. Die Außenaufnahmen des Landsitzes der Familie Alsfeld wurden am Schloss Harkotten bei Sassenberg, ca. 30 km östlich von Münster, gedreht. Die Innenaufnahmen des Landsitzes hingegen wurden im Haus Steinfurt in Drensteinfurt gedreht. Als Wohnhaus, in dem Thiel und Boerne leben, diente ein gründerzeitliches Mehrfamilienhaus am Leipziger Platz in Köln-Nippes, auch einige weitere Außenszenen wurden in Köln gedreht. Die Aufnahmen an der verlassenen Kaserne entstanden an einer Gruppe von kurz nach den Dreharbeiten abgerissenen Baracken auf dem Areal vom Camp Astrid, östlich von Aachen.
Die Kneipenszenen wurden in Borghorst (Steinfurt) am Bahnhof gedreht.

## Besetzung und Dreharbeiten
Ursprünglich war Ulrich Noethen für die Rolle des Karl-Friedrich Boerne vorgesehen, konnte aber wegen anderer interessanter Rollenangebote, die mit dem Langzeitformat Tatort kollidiert wären,  seine ursprüngliche Zusage nicht aufrechterhalten.
Axel Prahl und Jan Josef Liefers hatten zuvor noch nie gemeinsam vor der Kamera gestanden. Liefers erinnerte sich 2024: „Wir wussten nicht genau, wie wir zusammen funktionieren als Schauspieler. […] Wenn man dreht, [hat man] immer wenig Zeit groß auszuprobieren, das heißt, man muss relativ schnell zur Sache kommen. Und wir haben uns tatsächlich am ersten [Drehtag] so über einander beeumelt, wir fanden uns selber gegenseitig so lustig, dass der Regisseur am dritten Tag die Nase plein hatte, […] weil wir haben immer nochmal und nochmal gedreht, weil wir sind nicht durchgekommen. Das war ein guter Start, […] das hat großen Spaß gemacht.“

## Rezeption

### Einschaltquote
Die Tatort-Folge sahen bei ihrer Erstausstrahlung 8,82 Millionen Zuschauer, was einem Marktanteil von 24,9 % entsprach.

### Kritik
Die Redaktion von TV Spielfilm schrieb, die Folge aus Münster sei der „Start für ein ‚Tatort‘-Duo, das Clownerien über die Spannung stellte und damit höchst erfolgreich ist“.
In einer 2016 bei tittelbach.tv erschienenen Kritik verglich der Journalist Tilmann P. Gangloff die Kriminalgeschichte mit dem Film Chinatown (1974). Der Tatort balanciere gelungen zwischen Krimi und Komödie, abgesehen von Kommissarsanwärter Bulle würden die wiederkehrenden Nebenfiguren „leichtfüßig“ eingeführt und „das Hybridformat Krimikomödie“ habe „damals eine neue Farbe in die Sonntagsreihe der ARD“ gebracht.
Die Folge ist – ebenso wie die nachfolgende Episode Tatort: Fakten, Fakten … – einer der Tatorte, in denen nach Ausstrahlung deutliche Formen der Produktplatzierung erkannt wurden. Da die vom WDR eingeleitete Sonderprüfung ergab, dass die Produktplatzierung gegen Entgelt erfolgte, wurde die Episode nachbearbeitet und personelle Konsequenzen gezogen.

### Auszeichnung
Der dunkle Fleck war 2003 für den Adolf-Grimme-Preis nominiert.